# Helen Tamiris

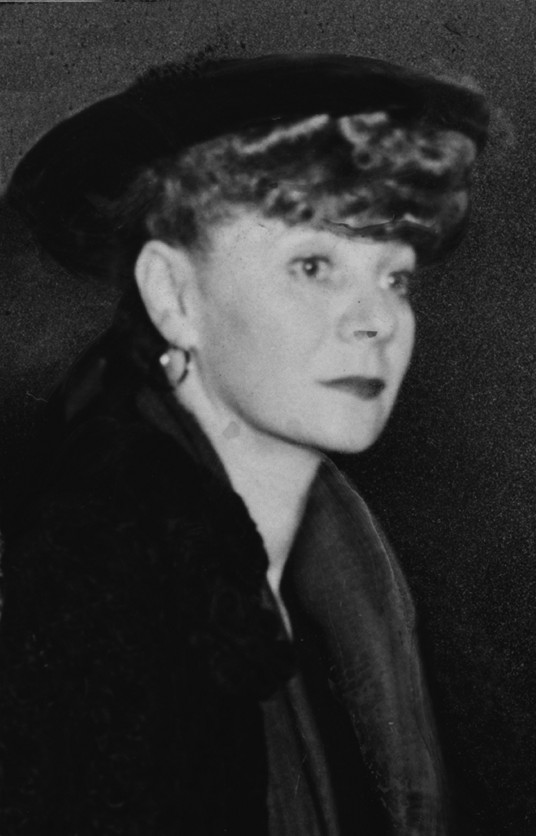
Helen Tamiris.

Helen Tamiris, de nacimiento Helen Becker (Nueva York, 24 de abril de 1905 - Ibidem, 4 de agosto de 1966), fue una bailarina, coreógrafa y profesora estadounidense.
En 1930 fundó su propia escuela y compañía de danza, que dirigió hasta 1945.  Muchas de las aproximadamente 135 danzas que coreografió entre 1930 y 1945 reflejaban su preocupación por los problemas sociales y políticos. En 1960 junto a su marido Daniel Nagrin (también bailarín), fundaron la Tamiris-Nagrin Dance Company.
Muchas de sus obras, como Walt Whitman Suite de 1934, están basadas en temáticas norteamericanas. A partir de 1945 y hasta 1957, coreografió varios musicales de Broadway como Annie Get Your Gun de 1946, Touch and Go de 1949 y Fanny de 1954.